# الغواصة الألمانية يو-2506
الغواصة الألمانية يو-2506 يو بوت من الفئة الواحدة والعشرون حيث تعمل بالكهرباء والديزل خدمت في ألمانيا النازية كريغسمرين في الحرب العالمية الثانية. تم وضع الغواصة في 29 مايو 1944 في ساحة بلوم وفوس في هامبورغ، والتي تم إطلاقها في 5 أغسطس 1944، وتم تشغيلها في 31 أغسطس 1944 تحت قيادة هورست فون شروتر، الذي تولى أمرها حتى 9 مايو 1945. لم تقم الغواصة بدوريات، واستسلمت في 9 مايو 1945 في بيرغن في النرويج. ثم نُقلت إلى ليرويك في 18 يونيو 1945، ثم ليزاهالي في 21 يونيو 1945. كانت قد غرقت في 5 يناير 1946 في . 

## روابط خارجية
- Helgason، Guðmundur. "The Type XXI boat U-2506". German U-boats of WWII - uboat.net. مؤرشف من الأصل في 2010-11-25. اطلع عليه بتاريخ 2015-04-29.